# Эбинума, Масаси
Масаси Эбинума (яп. 海老沼 匡 Эбинума Масаси, род. 15 февраля 1990) — японский дзюдоист, обладатель 4-го дана, двукратный бронзовый призёр Олимпийских игр, трёхкратный чемпион мира (2011, 2013, 2014). 
Первым большим успехом стала золотая медаль чемпионата мира 2011 года в Париже (весовая категория до 66 кг). В 2013 году на чемпионате мира в Рио-де-Жанейро вновь взял золото, одолев в финале Азамата Муканова из Казахстана. Спустя год одержал уверенную победу на чемпионате мира в Челябинске, став трёхкратным чемпионом мира, в финале одолел Михаила Пуляева из России.

## Спортивные достижения
| Соревнования                         | Золото | Серебро | Бронза |
| ------------------------------------ | ------ | ------- | ------ |
| Чемпионаты мира                      | 3      | 0       | 0      |
| Кубки мира / Гран-При / Большой шлем | 2      | 2       | 3      |
| Первенства Азии (U20)                | 1      | 0       | 0      |
| Первенства мира (U20)                | 0      | 0       | 1      |
| Национальные чемпионаты              | 2      | 0       | 0      |